# Gauga
Gauga (тат. гауга́ «скандал», «шум») — российская рок-группа, исполняющая песни на татарском языке в жанре брит-поп и блюз-рок. Коллектив существует с 2013 года и базируется в Казани. В нынешнем составе группы шесть человек, и на данный момент выпущено четыре студийных альбома. Основатель коллектива и автор песен Оска́р Юнусов родился 16 мая 1989 года в Бирске, окончил КФУ. 
Рустем Булатов, лидер группы Lumen, в Музыкальном телепроекте «Уфа. Живое» подчеркнул, что некоторые песни Gauga пропитаны «ничем не прикрытым эротизмом», тем самым дав ёмкое определение характеру творчества, который ранее не прослеживался в татароязычной музыке.

## Название
Увлеченность шахматами фронтмена группы сказалась на первом названии коллектива «Oscar C7C5» («Оскар цэ семь цэ пять»), в которое заложен шахматный ход черной пешкой в дебюте партии, так называемая «Сицилианская защита», что предполагает навязывание сопернику агрессивной игры. С таким названием группа существовала до 2017 года. На фоне накопившегося опыта, когда ведущие и слушатели часто совершали ошибки в произношении названия группы, Оскар поднял вопрос о переименовании, хотя первое название ему по-прежнему нравилось. Одним из характерных моментов стало замечание президента Республики Татарстан, который после просмотра клипа на песню «Грейпфрут» у стенда Yummy Music в «Штабе» на встрече с представителями креативной индустрии несколько раз переспросил название коллектива и затем отметил: «Хорошие ребята, но с названием нужно что-то придумать»
Найти удобное, звучное, красивое название стало непростой задачей, однако, после долгих поисков и дискуссий группа сменила название на Gauga, что в переводе с татарского означает «шум», «скандал», подчеркнув самобытность коллектива и характер своего творчества.

## Участники

Группа Gauga

### Текущий состав
- Оска́р Юнусов — вокал, гитара, стихи, основные музыкальные темы (2013 — наши дни)
- Наиль Мингазов — бас-гитара  (2020 — наши дни)
- Марат Шаяхметов — гитара (2018 — наши дни)
- Тимур Милюков — гитара (2020 — наши дни)
- Альберт Садрутдинов — перкуссия, флейта (2016 — наши дни)
- Искандер Хабибуллин — ударные (2018 — наши дни)

Состав группы слева направо: Альберт Садрутдинов, Тимур Милюков, Искандер Хабибуллин, Оскар Юнусов, Наиль Мингазов, Марат Шаяхметов

### Бывшие участники
- Фархад Сибгатуллин — гитара (2013—2018)
- Айдар Закиров — бас-гитара  (2013—2018)
- Дмитрий Гордеев — ударные (2013—2015)
- Вячеслав Красильников — ударные (2016—2018)
- Гузель Сабирова - клавишные  (2016—2019)

## История группы

### Предпосылки
Перебравшись в 2007 году из небольшого города в Казань, Оскар Юнусов искал себя, как ни странно, не в музыке, а в сфере спорта. С детства будущий фронтмен группы был одержим баскетболом и грезил надеждами заиграть в УНИКСе. Собственно, тот факт, что именно в Казани базировался один из ведущих клубов страны, стало причиной выбора города для продолжения учебы. Несмотря на то, что он окончил музыкальную школу по классу баяна, чаще брал в руки гитару и пробовал сочинять песни, которые из раза в раз находили отклик в сердцах его малочисленных на тот момент слушателей среди соседей по комнате в общежитии, друзей и приятелей.

### Ранний этап
На исходе последнего курса обучения в КФУ Оскар Юнусов написал письмо своему отцу в Бирск, что хочет до начала «настоящей» работы по профессии попробовать себя в музыке: «Ты одобришь, если я один год отдам этой музыке, а не пойду сразу после университета работать и зарабатывать деньги?» Отец одобрил. На тот момент, к 2012 году Юнусовым написано большое количество материала. После некоторых поисков Оскар обратился в студию Yummy Music, где в последствии познакомился с музыкантами Фархадом Сибгатуллиным и Айдаром Закировым, которые после прослушиваний присоединились к зарождавшемуся проекту. В качестве ударника на первых порах играл Дмитрий Гордеев, позже его сменил постоянный барабанщик «Отчаянных» Вячеслав Красильников, в тот же этап к группе присоединился бессменный перкуссионист Альберт Садрутдинов.
В 2013 году группа сразу же столкнулась с проблемой отсутствия собственной студии. Вскоре было арендовано помещение на ул. Лобачевского в здании общественной бани. Ребята привели его в порядок, сделали ремонт и обустроили всё на свой лад.

Альбом Nindi rahat

### Первый альбом Nindi rahat
20 мая 2016 года группа выпускает свой первый альбом Nindi raxat, в который вошло 10 песен «о любви и ненависти», в числе которых песни «Акыл иясе», «Грейпфрут» и «Акыллым». Обложку альбома украсил фрагмент картины Ирика Мусина «Осенний шепот».
К моменту релиза клип на песню «Грейпфрут» занял призовое место на конкурсе DedoLight в Германии.
После выхода альбома снят клип на песню «Акыл иясе», для которого на запись видеоматериала отводилось 15 минут. Съемки происходили на Ленинской дамбе города Казани в момент запуска салюта, этим обусловлено жесткое ограничение по времени. Создатели клипа воспользовались естественно созданной декорацией в виде припаркованных в два ряда автомобилей прямо на мосту, с которого открывается отличный вид фейерверки над акваторией реки Казанки.

Альбом Shilma

Список композиций
1. Nindi Rahat 05:35
2. Qara mina 04:18
3. Aqil iyase 04:01
4. Buyaular 03:25
5. Kem Sin 03:33
6. Grapefrut 03:15
7. Aha 03:43
8. On 05:38
9. Aqillim 03:16
10. Torle Heller 06:33

### Второй альбом Shilma
22 сентября 2017 группа с обновленным названием выпускает уже второй альбом Shilma, состоящий из девяти песен, в числе которых «Алсу», «Бал», «Сэфэр». По словам музыканта «шильма́» (шельма) одно из прозвищ вокалиста, которым его ласково называла бабушка.
Список композиций
1. Kiz Hem Malay 3:14
2. Agil Hem Tugel 2:46
3. Bal 3:05
4. Nichek Bolay 2:57
5. Chitlek 2:46
6. Ing 4:14
7. Songi Zhir 4:39
8. Sefer 5:25
9. Alsou 3:42

### Новый этап. Третий альбом Bichara.

Альбом Bichara

На рубеже 2019 года группу настигли преобразования. Состав обновился практически полностью: в поисках нового звучания и второго дыхания Оскар меняет гитаристов и ударника, оставив лишь Альберта Садрутдинова на перкуссии. В группу приходят сначала Марат Шаяхметов и Искандер Хабибуллин, а через год присоединяются к коллективу Наиль Мингазов и Тимур Милюков. Вопрос выхода нового альбома стал лишь вопросом времени. Несмотря на эпидемию коронавируса, группа продолжает давать концерты в режиме онлайн и репетировать новый материал. Спустя почти пять лет после выхода Nindi rahat свет увидел альбом Bichara, песни которого стали энергичнее и тяжелее, чем когда-либо ранее в истории группы.
6 августа 2021 года презентован клип на композицию LMM, который был снят на грант компании Татнефть.
На этапе записи альбома состоялся примечательный концерт 4 сентября 2021 года, когда группа выступила на одной площадке с группой Би-2 в Альметьевске.
Список композиций
1. Rahmat 3:12
2. Bichara 3:20
3. Ubir 3:28
4. Kaytmiym oyga 3:36
5. Apipa 3:30
6. Bashkort kizi 2:28
7. Satasham 4:00
8. Dingez 2:54
9. Chemodan 5:22
10. Yuk 5:20

Альбом Kamfit

24 июня 2022 года группа впервые выступила на фестивале Ural Music Night в Екатеринбурге.

### Альбом Kamfit

Gauga на Ural Music Night 23.06.2023

Летом 2022 года в Казань с очередным концертом приехала уфимская группа Lumen, когда после выступления лидер уфимцев Тэм предложил записать новый материал у них на студии.

Группой было решено, что в альбом войдут, как уже знакомые всем композиции, такие как Al Irennar и Yangir Astinda, так и новые Bozilgan M и Ay Kizi, но все песни снова объединила одна тема — тема любви. Запись шла в несколько этапов и «Конфета» (именно так можно перевести с татарского название альбома) вышла 16 мая 2023 года. Выход новой пластинки поддержала редакция VK Музыки включением в плейлист «Иностранный рок», 9.2М прослушиваний включением заглавной песни. Выход альбома отметила редакция паблика E:\music\alternative rock и еще десяток крупных рок-пабликов России, а Николай Овчинников из «Войс | Voice» отметил в своей публикации: «От этой музыки пахнет кровью и потом», а после в статье назвал альбом «Kamfit» самым страстным, что вышел в стране за последние полгода.
"Настоящий РОК капслоком. Музыка для того, чтобы ворваться на танцпол." 

Николай Овчинников
Список композиций
1. Alamam 3:06
2. Bozilgan M 2:40
3. Al irennar 3:25
4. Ay Kizi 2:59
5. Tereze 5:10
6. Aram itte 4:08
7. Jil 6:40
8. Kamfit 4:06
9. Yangir astinda 6:30

Концерт группы Gauga с Казанским камерным оркестром La Primavera. Казань, КЦ "Сайдаш", 14.10.2023 г.

В июне 2023 года группа снова выступила на фестивале Ural Music Night на площадке Екатеринбург Арены.
В августе 2023 группа выступила на международном фестивале "СоТворение", где хэдлайнерами стали Найк Борзов, Hatters и группа Кино.

14 октября 2023 года состоялся концерт с Казанским камерным оркестром La Primavera . Подобный опыт выступления у Оскара Юнусова уже был совместно с Государственным камерным хором Республики Татарстан под управлением Миляуши Таминдаровой и камерным оркестром Молодежного театра на Булаке под руководством Дмитрия Чиркова. Тогда была исполнена песня "Сәфәр" в рамках проекта музыкальной лаборатории «Awaz» в 2017 году.
23 ноября 2023 года Оскар Юнусов совместно с галереей современного искусства "БИЗОN" открыл выставку "Кем син?" в здании Дома татарской книги, посвященную десятилетию группы.

Альбом Alisa

### Альбом Alisa
8 ноября 2024 года группа представила свой пятый альбом, записанный и сведенный звукорежиссером Михаилом Кузьмичевым на студии группы Lumen в Уфе. Альбом посвящен тем, кто уходит из этого мира безвозвратно. По словам музыкантов, в пластинке они «раскрывают занавес, за которым прячутся сюжеты, пронизанные переживаниями, болью потерь и прощанием». При этом, несмотря на мрачный тон альбома, ни одна песня на нем не лишена любви.
Список композиций
1. Boz 4:20
2. Yök 5:14
3. Sanduğaç 3:28
4. Qorım 4:00
5. Eget 4:08
6. Kemne söyä 2:38
7. Büre başı 3:36
8. Alisa 5:12
9. Pıçaq 4:44
10. Xuşlaşu 4:45